# Hugh Fraser (diplomate)
Pour les articles homonymes, voir Hugh Fraser et Fraser.
Hugh Fraser (22 février 1837 - 4 juin 1894) est un diplomate écossais.
Fraser mena la légation britannique à Tokyo en tant qu'envoyé extraordinaire et ministre plénipotentiaire. Il dirigea la délégation britannique pendant l'étape finale des négociations qui menèrent à la signature le 16 juillet 1894 au traité de commerce et de navigation anglo-japonais qui remplaçait le traité inégal signé par James Bruce en 1858 et qui mena à l'abolition de l'extraterritorialité au Japon en 1899. Le pays fut ainsi libéré de son état de quasi-colonie imposé par les traités inégaux signés avec les pays occidentaux.

## Vie et carrière
Fraser est issu du clan Fraser et plus précisément de la branche d'Inverness.
Né le 22 février 1837, il étudia au Eton College de 1849 à 1854. Il intégra la légation britannique en Amérique centrale en septembre 1862. Il servit plus tard à Stockholm, à Pékin et à Rome. En 1874, il y rencontre et épouse Mary Crawford en Italie. Elle est aujourd'hui plus célèbre que son mari pour son livre A Diplomatist's Wife in Japan: Letters from Home to Home.

## Mort au Japon

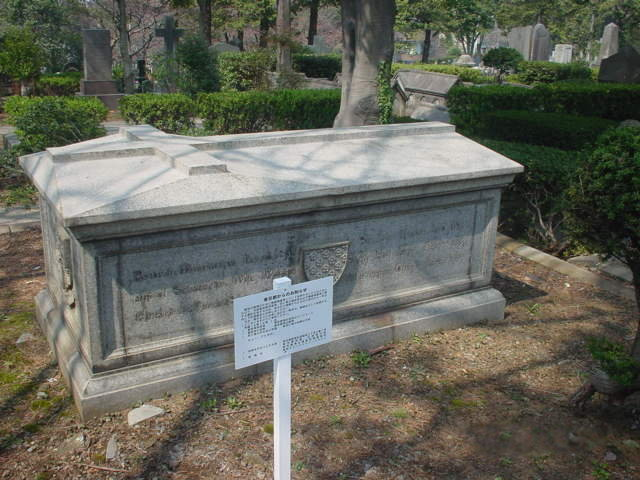
La tombe de Hugh Fraser à Aoyama avec un petit panneau indiquant qu'elle sera déplacée ailleurs.

Fraser meurt à Tokyo à l'âge de 57 ans. Il est enterré le 6 juin 1894 au cimetière d'Aoyama dans la section des étrangers. Le cercueil fut amené à la légation britannique à 15h, puis à l'église de St.Andrew à 16h. Beaucoup de personnes sont passés devant son cercueil, des ministres japonais ainsi que tous les représentants étrangers.
La cérémonie fut menée par Josiah Conder, l'architecte britannique. Son décès fut indiqué dans la rubrique nécrologique du Japan Weekly Mail et du Nichi Nichi Shinbun, un journal japonais semi-officiel. La dernière déclare : "Ses prises de positions singulièrement justes et impartiales ont été à tort supposées amicales au Japon sans raisons. Dans la vie de tous les jours, il était gentil, modeste et réservé, gagnant le respect et l'amour de tous, autant de la part des Japonais que des étrangers qui l'ont rencontré. Un homme avec une ferveur à toute épreuve, qui n'a jamais quitté le chemin du devoir pour la clameur de ses compatriotes dans les colonies."

### Tombe
Beaucoup de tombes du cimetière d'Aoyama, dont celle de Fraser, sont actuellement (2005) menacées d'être déplacées ailleurs pour cause de non-paiement des frais d'entretien (le Japon étant un pays très densément peuplé, se faire enterrer coûte très cher). La date limite était fixée à fin septembre 2005. Cela concerne les tombes d'autres personnes connues comme le capitaine Francis Brinkley, Guido Verbeck, Henry Spencer Palmer, Edoardo Chiossone, Joseph Heco et Edwin Dun. 
L'administration de la section des étrangers a récemment fait campagne pour conserver ces tombes. D'après le journal Asahi Shimbun du 20 octobre 2005, les tombes ne semblent plus être menacées.

## Travaux
- The Queen's Peril (1912)
- Seven Years on the Pacific Slope (1914)
- The Bale-fire (1914)